# Canelas (Durango)
Canelas é um município do estado de Durango, no México.